# Fase final da Copa Libertadores da América de 2019
A fase final da Copa Libertadores da América de 2019 compreendeu as disputas de oitavas de final, quartas de final, semifinal e final. As equipes se enfrentaram em jogos eliminatórios de ida e volta em cada fase, e a que somasse mais pontos se classificaria as fases seguintes.

## Critérios de desempate
Se em um cruzamento as determinadas equipes igualarem em pontos, o primeiro critério de desempate seria o saldo de gols. Caso empatassem no saldo, o gol marcado na casa do adversário entra em consideração. Persistindo o empate, a vaga seria decidida em disputa por pênaltis. Apenas na final uma prorrogação seria disputada em caso de empate no tempo regulamentar, seguido de disputa de pênaltis em persistindo a igualdade.

## Sorteio
Para determinar todos os cruzamentos da fase final, foi realizado um sorteio no Centro de Convenções da CONMEBOL em Luque, no Paraguai, a 13 de maio.
A distribuição das equipes através dos potes foi determinada levando em consideração o desempenho na fase de grupos. As equipes que finalizaram em primeiro lugar nos grupos encontraram-se no Pote 1, e as equipes que se classificaram em segundo lugar no Pote 2.
Equipes classificadas
Entre parêntesis o ranking entre os classificados da fase de grupos.
| Grupo | Líderes de grupo (Pote 1) | Vice-líderes de grupo (Pote 2) |
| ----- | ------------------------- | ------------------------------ |
| A     | Internacional (3)         | River Plate (10)               |
| B     | Cruzeiro (2)              | Emelec (16)                    |
| C     | Olimpia (8)               | Godoy Cruz (15)                |
| D     | Flamengo (7)              | LDU Quito (11)                 |
| E     | Cerro Porteño (4)         | Nacional (9)                   |
| F     | Palmeiras (1)             | San Lorenzo (13)               |
| G     | Boca Juniors (6)          | Athletico Paranaense (14)      |
| H     | Libertad (5)              | Grêmio (12)                    |

Além de determinar os potes, o desempenho das equipes na fase de grupos também determina os mandos de campo até a semifinal, sendo que os primeiros dos grupos estão ranqueados de 1 a 8 e os segundo colocados de 9 a 16. Num cruzamento a equipe de melhor ranking sempre realizará o jogo de volta em casa.

## Esquema
Os times que estão na parte superior do confronto possuem o mando de campo no primeiro jogo e em negrito os times classificados.
|  | Oitavas de final          | Oitavas de final          | Oitavas de final          | Oitavas de final          |   |             | Quartas de final  | Quartas de final  | Quartas de final  | Quartas de final  |  |             | Semifinais        | Semifinais        | Semifinais        | Semifinais        |          |   | Final          | Final          |
|  | 23 de julho a 1 de agosto | 23 de julho a 1 de agosto | 23 de julho a 1 de agosto | 23 de julho a 1 de agosto |   |             | 20 a 29 de agosto | 20 a 29 de agosto | 20 a 29 de agosto | 20 a 29 de agosto |  |             | 1 a 23 de outubro | 1 a 23 de outubro | 1 a 23 de outubro | 1 a 23 de outubro |          |   | 23 de novembro | 23 de novembro |
|  |                           |                           |                           |                           |   |             |                   |                   |                   |                   |  |             |                   |                   |                   |                   |          |   |                |                |
|  | Grêmio                    | 2                         | 3                         | 5                         |   |             |                   |                   |                   |                   |  |             |                   |                   |                   |                   |          |   |                |                |
|  | Libertad                  | 0                         | 0                         | 0                         |   |             |                   |                   |                   |                   |  |             |                   |                   |                   |                   |          |   |                |                |
|  | Libertad                  | 0                         | 0                         | 0                         |   | Grêmio (gf) | 0                 | 2                 | 2                 |                   |  |             |                   |                   |                   |                   |          |   |                |                |
|  |                           |                           |                           |                           |   | Grêmio (gf) | 0                 | 2                 | 2                 |                   |  |             |                   |                   |                   |                   |          |   |                |                |
|  |                           | Palmeiras                 | 1                         | 1                         | 2 |             |                   |                   |                   |                   |  |             |                   |                   |                   |                   |          |   |                |                |
|  | Godoy Cruz                | Palmeiras                 | 1                         | 1                         | 2 | 2           | 0                 | 2                 |                   |                   |  |             |                   |                   |                   |                   |          |   |                |                |
|  | Godoy Cruz                |                           |                           |                           |   | 2           | 0                 | 2                 |                   |                   |  |             |                   |                   |                   |                   |          |   |                |                |
|  | Palmeiras                 | 2                         | 4                         | 6                         |   |             |                   |                   |                   |                   |  |             |                   |                   |                   |                   |          |   |                |                |
|  | Palmeiras                 | 2                         | 4                         | 6                         |   |             |                   |                   |                   |                   |  | Grêmio      | 1                 | 0                 | 1                 |                   |          |   |                |                |
|  |                           |                           |                           |                           |   |             |                   |                   |                   |                   |  | Grêmio      | 1                 | 0                 | 1                 |                   |          |   |                |                |
|  |                           | Flamengo                  | 1                         | 5                         | 6 |             |                   |                   |                   |                   |  |             |                   |                   |                   |                   |          |   |                |                |
|  | Emelec                    | Flamengo                  | 1                         | 5                         | 6 | 2           | 0                 | 2 (2)             |                   |                   |  |             |                   |                   |                   |                   |          |   |                |                |
|  | Emelec                    |                           |                           |                           |   | 2           | 0                 | 2 (2)             |                   |                   |  |             |                   |                   |                   |                   |          |   |                |                |
|  | Flamengo (pen)            | 0                         | 2                         | 2 (4)                     |   |             |                   |                   |                   |                   |  |             |                   |                   |                   |                   |          |   |                |                |
|  | Flamengo (pen)            | 0                         | 2                         | 2 (4)                     |   | Flamengo    | 2                 | 1                 | 3                 |                   |  |             |                   |                   |                   |                   |          |   |                |                |
|  |                           |                           |                           |                           |   | Flamengo    | 2                 | 1                 | 3                 |                   |  |             |                   |                   |                   |                   |          |   |                |                |
|  |                           | Internacional             | 0                         | 1                         | 1 |             |                   |                   |                   |                   |  |             |                   |                   |                   |                   |          |   |                |                |
|  | Nacional                  | Internacional             | 0                         | 1                         | 1 | 0           | 0                 | 0                 |                   |                   |  |             |                   |                   |                   |                   |          |   |                |                |
|  | Nacional                  |                           |                           |                           |   | 0           | 0                 | 0                 |                   |                   |  |             |                   |                   |                   |                   |          |   |                |                |
|  | Internacional             | 1                         | 2                         | 3                         |   |             |                   |                   |                   |                   |  |             |                   |                   |                   |                   |          |   |                |                |
|  | Internacional             | 1                         | 2                         | 3                         |   |             |                   |                   |                   |                   |  |             |                   |                   |                   |                   | Flamengo | 2 |                |                |
|  |                           |                           |                           |                           |   |             |                   |                   |                   |                   |  |             |                   |                   |                   |                   |          | 2 |                |                |
|  |                           | River Plate               | 1                         |                           |   |             |                   |                   |                   |                   |  |             |                   |                   |                   |                   |          |   |                |                |
|  | River Plate (pen)         | River Plate               | 1                         | 0                         | 0 | 0 (4)       |                   |                   |                   |                   |  |             |                   |                   |                   |                   |          |   |                |                |
|  | River Plate (pen)         |                           |                           | 0                         | 0 | 0 (4)       |                   |                   |                   |                   |  |             |                   |                   |                   |                   |          |   |                |                |
|  | Cruzeiro                  | 0                         | 0                         | 0 (2)                     |   |             |                   |                   |                   |                   |  |             |                   |                   |                   |                   |          |   |                |                |
|  | Cruzeiro                  | 0                         | 0                         | 0 (2)                     |   | River Plate | 2                 | 1                 | 3                 |                   |  |             |                   |                   |                   |                   |          |   |                |                |
|  |                           |                           |                           |                           |   | River Plate | 2                 | 1                 | 3                 |                   |  |             |                   |                   |                   |                   |          |   |                |                |
|  |                           | Cerro Porteño             | 0                         | 1                         | 1 |             |                   |                   |                   |                   |  |             |                   |                   |                   |                   |          |   |                |                |
|  | San Lorenzo               | Cerro Porteño             | 0                         | 1                         | 1 | 0           | 1                 | 1                 |                   |                   |  |             |                   |                   |                   |                   |          |   |                |                |
|  | San Lorenzo               |                           |                           |                           |   | 0           | 1                 | 1                 |                   |                   |  |             |                   |                   |                   |                   |          |   |                |                |
|  | Cerro Porteño             | 0                         | 2                         | 2                         |   |             |                   |                   |                   |                   |  |             |                   |                   |                   |                   |          |   |                |                |
|  | Cerro Porteño             | 0                         | 2                         | 2                         |   |             |                   |                   |                   |                   |  | River Plate | 2                 | 0                 | 2                 |                   |          |   |                |                |
|  |                           |                           |                           |                           |   |             |                   |                   |                   |                   |  | River Plate | 2                 | 0                 | 2                 |                   |          |   |                |                |
|  |                           | Boca Juniors              | 0                         | 1                         | 1 |             |                   |                   |                   |                   |  |             |                   |                   |                   |                   |          |   |                |                |
|  | LDU Quito                 | Boca Juniors              | 0                         | 1                         | 1 | 3           | 1                 | 4                 |                   |                   |  |             |                   |                   |                   |                   |          |   |                |                |
|  | LDU Quito                 |                           |                           |                           |   | 3           | 1                 | 4                 |                   |                   |  |             |                   |                   |                   |                   |          |   |                |                |
|  | Olimpia                   | 1                         | 1                         | 2                         |   |             |                   |                   |                   |                   |  |             |                   |                   |                   |                   |          |   |                |                |
|  | Olimpia                   | 1                         | 1                         | 2                         |   | LDU Quito   | 0                 | 0                 | 0                 |                   |  |             |                   |                   |                   |                   |          |   |                |                |
|  |                           |                           |                           |                           |   | LDU Quito   | 0                 | 0                 | 0                 |                   |  |             |                   |                   |                   |                   |          |   |                |                |
|  |                           | Boca Juniors              | 3                         | 0                         | 3 |             |                   |                   |                   |                   |  |             |                   |                   |                   |                   |          |   |                |                |
|  | Athletico Paranaense      | Boca Juniors              | 3                         | 0                         | 3 | 0           | 0                 | 0                 |                   |                   |  |             |                   |                   |                   |                   |          |   |                |                |
|  | Athletico Paranaense      |                           |                           |                           |   | 0           | 0                 | 0                 |                   |                   |  |             |                   |                   |                   |                   |          |   |                |                |
|  | Boca Juniors              | 1                         | 2                         | 3                         |   |             |                   |                   |                   |                   |  |             |                   |                   |                   |                   |          |   |                |                |

## Oitavas de final
| Chave | Equipe 1             | Total       | Equipe 2      | Ida | Volta |
| ----- | -------------------- | ----------- | ------------- | --- | ----- |
| A     | River Plate          | 0–0 (4–2 p) | Cruzeiro      | 0–0 | 0–0   |
| B     | Godoy Cruz           | 2–6         | Palmeiras     | 2–2 | 0–4   |
| C     | Emelec               | 2–2 (2–4 p) | Flamengo      | 2–0 | 0–2   |
| D     | LDU Quito            | 4–2         | Olimpia       | 3–1 | 1–1   |
| E     | Athletico Paranaense | 0–3         | Boca Juniors  | 0–1 | 0–2   |
| F     | Nacional             | 0–3         | Internacional | 0–1 | 0–2   |
| G     | Grêmio               | 5–0         | Libertad      | 2–0 | 3–0   |
| H     | San Lorenzo          | 1–2         | Cerro Porteño | 0–0 | 1–2   |

### Chave A
| 23 de julho   | River Plate | 0 – 0     | Cruzeiro | Estádio Monumental de Núñez, Buenos Aires |
| 19:15 (UTC−3) |             | Relatório |          | Árbitro: CHI Julio Bascuñán               |

| 30 de julho   | Cruzeiro | 0 – 0     | River Plate | Estádio Mineirão, Belo Horizonte           |
| 19:15 (UTC−3) |          | Relatório |             | Público: 55 567 Árbitro: CHI Roberto Tobar |

|                             |       | Penalidades                              |  |
| Henrique Fred David Robinho | 2 – 4 | De La Cruz Montiel Martínez Quarta Borré |  |

0–0 no placar agregado, River Plate venceu por 4–2 na disputa de pênaltis.

### Chave B
| 23 de julho   | Godoy Cruz     | 2 – 2     | Palmeiras                   | Estádio Malvinas Argentinas, Mendoza |
| 21:30 (UTC−3) | García 5', 28' | Relatório | Felipe Melo 33' · Borja 58' | Árbitro: COL Wilmar Roldán           |

| 30 de julho   | Palmeiras                                                             | 4 – 0     | Godoy Cruz | Allianz Parque, São Paulo                     |
| 21:30 (UTC−3) | Raphael Veiga 56' (pen) · Borja 74' · Gustavo Scarpa 83' · Dudu 90+3' | Relatório |            | Público: 35 666 Árbitro: URU Esteban Ostojich |

Palmeiras venceu por 6–2 no placar agregado.

### Chave C
| 24 de julho   | Emelec                  | 2 – 0     | Flamengo | Estádio George Capwell, Guaiaquil |
| 19:30 (UTC−5) | Godoy 10' · Caicedo 78' | Relatório |          | Árbitro: ARG Fernando Rapallini   |

| 31 de julho   | Flamengo              | 2 – 0     | Emelec | Estádio do Maracanã, Rio de Janeiro        |
| 21:30 (UTC−3) | Gabriel 9' (pen), 18' | Relatório |        | Público: 67 664 Árbitro: ARG Néstor Pitana |

|                                           |       | Penalidades                     |  |
| De Arrascaeta Bruno Henrique Renê Rafinha | 4 – 2 | B. Angulo Cortez Arroyo Queiroz |  |

2–2 no placar agregado, Flamengo venceu por 4–2 na disputa de pênaltis.

### Chave D
| 23 de julho   | LDU Quito                              | 3 – 1     | Olimpia   | Estádio Casa Blanca, Quito    |
| 19:30 (UTC−5) | Ayoví 11' · J. Julio 73' · Aguirre 84' | Relatório | Rojas 60' | Árbitro: ARG Patricio Loustau |

| 30 de julho   | Olimpia      | 1 – 1     | LDU Quito    | Estádio Defensores del Chaco, Assunção |
| 20:30 (UTC−4) | Mendieta 34' | Relatório | J. Julio 19' | Árbitro: PER Diego Haro                |

LDU Quito venceu por 4–2 no placar agregado.

### Chave E
| 24 de julho   | Athletico Paranaense | 0 – 1     | Boca Juniors     | Arena da Baixada, Curitiba                    |
| 21:30 (UTC−3) |                      | Relatório | Mac Allister 83' | Público: 34 456 Árbitro: URU Daniel Fedorczuk |

| 31 de julho   | Boca Juniors             | 2 – 0     | Athletico Paranaense | Estádio La Bombonera, Buenos Aires |
| 21:30 (UTC−3) | Ábila 56' · Salvio 90+4' | Relatório |                      | Árbitro: CHI Julio Bascuñán        |

Boca Juniors venceu por 3–0 no placar agregado.

### Chave F
| 24 de julho   | Nacional | 0 – 1     | Internacional | Estádio Gran Parque Central, Montevidéu |
| 19:15 (UTC−3) |          | Relatório | Guerrero 89'  | Árbitro: ARG Néstor Pitana              |

| 31 de julho   | Internacional                       | 2 – 0     | Nacional | Estádio Beira-Rio, Porto Alegre                 |
| 19:15 (UTC−3) | Rodrigo Moledo 16' · Guerrero 90+3' | Relatório |          | Público: 48 530 Árbitro: ARG Fernando Rapallini |

Internacional venceu por 3–0 no placar agregado.

### Chave G
| 25 de julho   | Grêmio                              | 2 – 0     | Libertad | Arena do Grêmio, Porto Alegre                 |
| 21:30 (UTC−3) | Diego Tardelli 70' · David Braz 83' | Relatório |          | Público: 39 572 Árbitro: URU Esteban Ostojich |

| 1 de agosto   | Libertad | 0 – 3     | Grêmio                                  | Estádio Defensores del Chaco, Assunção |
| 20:30 (UTC−4) |          | Relatório | Jean Pyerre 5' (pen) · André 19', 45+1' | Árbitro: PER Víctor Carrillo           |

Grêmio venceu por 5–0 no placar agregado.

### Chave H
| 24 de julho   | San Lorenzo | 0 – 0     | Cerro Porteño | Estádio Nuevo Gasómetro, Buenos Aires |
| 19:15 (UTC−3) |             | Relatório |               | Árbitro: CHI Roberto Tobar            |

| 31 de julho   | Cerro Porteño                 | 2 – 1     | San Lorenzo       | Estádio General Pablo Rojas, Assunção |
| 18:15 (UTC−4) | Larrivey 55' (pen) · Ruiz 62' | Relatório | Bareiro 17' (pen) | Árbitro: COL Wilmar Roldán            |

Cerro Porteño venceu por 2–1 no placar agregado.

## Quartas de final
| Chave | Equipe 1    | Total    | Equipe 2      | Ida | Volta |
| ----- | ----------- | -------- | ------------- | --- | ----- |
| S1    | River Plate | 3–1      | Cerro Porteño | 2–0 | 1–1   |
| S2    | Grêmio      | 2–2 (gf) | Palmeiras     | 0–1 | 2–1   |
| S3    | Flamengo    | 3–1      | Internacional | 2–0 | 1–1   |
| S4    | LDU Quito   | 0–3      | Boca Juniors  | 0–3 | 0–0   |

### Chave S1
| 22 de agosto  | River Plate                          | 2 – 0     | Cerro Porteño | Estádio Monumental de Núñez, Buenos Aires |
| 19:15 (UTC−3) | Fernández 7' (pen) · Borré 64' (pen) | Relatório |               | Árbitro: PER Víctor Carrillo              |

| 29 de agosto  | Cerro Porteño   | 1 – 1     | River Plate    | Estádio General Pablo Rojas, Assunção |
| 18:15 (UTC−4) | Haedo Valdez 7' | Relatório | De La Cruz 51' | Árbitro: CHI Julio Bascuñán           |

River Plate venceu por 3–1 no placar agregado.

### Chave S2
| 20 de agosto  | Grêmio | 0 – 1     | Palmeiras          | Arena do Grêmio, Porto Alegre                 |
| 21:30 (UTC−3) |        | Relatório | Gustavo Scarpa 30' | Público: 47 852 Árbitro: ARG Patricio Loustau |

| 27 de agosto  | Palmeiras        | 1 – 2     | Grêmio                    | Estádio do Pacaembu, São Paulo             |
| 21:30 (UTC−3) | Luiz Adriano 13' | Relatório | Everton 17' · Alisson 21' | Público: 34 541 Árbitro: ARG Néstor Pitana |

2–2 no placar agregado, Grêmio avançou pela regra do gol fora de casa.

### Chave S3
| 21 de agosto  | Flamengo                | 2 – 0     | Internacional | Estádio do Maracanã, Rio de Janeiro        |
| 21:30 (UTC−3) | Bruno Henrique 74', 78' | Relatório |               | Público: 66 366 Árbitro: CHI Roberto Tobar |

| 28 de agosto  | Internacional       | 1 – 1     | Flamengo    | Estádio Beira-Rio, Porto Alegre               |
| 21:30 (UTC−3) | Rodrigo Lindoso 61' | Relatório | Gabriel 84' | Público: 49 614 Árbitro: ARG Patricio Loustau |

Flamengo venceu por 3–1 no placar agregado.

### Chave S4
| 21 de agosto  | LDU Quito | 0 – 3     | Boca Juniors                                 | Estádio Casa Blanca, Quito |
| 17:15 (UTC−5) |           | Relatório | Ábila 10' · Reynoso 46' · Caicedo 80' (g.c.) | Árbitro: COL Wilmar Roldán |

| 28 de agosto  | Boca Juniors | 0 – 0     | LDU Quito | Estádio La Bombonera, Buenos Aires |
| 19:15 (UTC−3) |              | Relatório |           | Árbitro: BRA Wilton Sampaio        |

Boca Juniors venceu por 3–0 no placar agregado.

## Semifinais
| Chave | Equipe 1    | Total | Equipe 2     | Ida | Volta |
| ----- | ----------- | ----- | ------------ | --- | ----- |
| F1    | River Plate | 2–1   | Boca Juniors | 2–0 | 0–1   |
| F2    | Grêmio      | 1–6   | Flamengo     | 1–1 | 0–5   |

### Chave F1
| 1 de outubro  | River Plate                    | 2 – 0     | Boca Juniors | Estádio Monumental de Núñez, Buenos Aires |
| 21:30 (UTC−3) | Borré 6' (pen) · Fernández 69' | Relatório |              | Árbitro: BRA Raphael Claus                |

| 22 de outubro | Boca Juniors | 1 – 0     | River Plate | Estádio La Bombonera, Buenos Aires |
| 21:30 (UTC−3) | Hurtado 79'  | Relatório |             | Árbitro: BRA Wilton Sampaio        |

River Plate venceu por 2–1 no placar agregado.

### Chave F2
| 2 de outubro  | Grêmio   | 1 – 1     | Flamengo           | Arena do Grêmio, Porto Alegre              |
| 21:30 (UTC−3) | Pepê 87' | Relatório | Bruno Henrique 68' | Público: 51 406 Árbitro: ARG Néstor Pitana |

| 23 de outubro | Flamengo                                                                  | 5 – 0     | Grêmio | Estádio do Maracanã, Rio de Janeiro           |
| 21:30 (UTC−3) | Bruno Henrique 42' · Gabriel 46', 55' (pen) · Marí 66' · Rodrigo Caio 70' | Relatório |        | Público: 69 981 Árbitro: ARG Patricio Loustau |

Flamengo venceu por 6–1 no placar agregado.

## Final
A final foi realizada pela primeira vez em um jogo único que teria lugar no Estádio Nacional, em Santiago, no Chile, mas posteriormente movida para o Estádio Monumental, em Lima, no Peru, devido aos protestos que ocorrem no Chile que inviabilizariam a sua realização. O campeão da Copa Libertadores 2019 recebeu o direito de participar da Recopa Sul-Americana de 2020 contra o campeão da Copa Sul-Americana de 2019, além de obter uma vaga direta nas semifinais da Copa do Mundo de Clubes da FIFA de 2019.
| 23 de novembro | Flamengo           | 2 – 1     | River Plate | Estádio Monumental, Lima   |
| 15:00 (UTC−5)  | Gabriel 89', 90+2' | Relatório | Borré 14'   | Árbitro: CHI Roberto Tobar |